# Симон Вейл
 Тази статия е за френската философка.  За политика вижте Симон Вей.  
Симо̀н Адолфѝн Вейл (на френски: Simone Adolphine Weil, [simɔn vɛj]) е френска философка.
Родена е на 3 февруари 1909 година в Париж в еврейско семейство на лекар, неин брат е математикът Андре Вейл. През 1931 година завършва философия във Висшето нормално училище, след което работи като учителка. Пише главно в областите на политическата философия и философията на религията. Ангажира се активно с политическата левица и участва в Гражданската война в Испания.
Симон Вейл боледува дълго от туберкулоза и умира от сърдечна недостатъчност на 24 август 1943 година в Ашфорд.